# Gaspar de Portolá
Gaspar de Portolá, född på 1710-talet i Os de Balaguer, död på 1786, var en spansk militärofficer, och den första guvernören i Kalifornien 1767–1770.
de Portolá grundade Monterey och San Diego.